# El buffet
El buffet es una pintura de Jean Siméon Chardin realizada en 1728 y expuesta en el Museo del Louvre.
Este trabajo, junto a La raya (Bodegón con gato y raya), también en el Louvre, permitió a Chardin ser elegido miembro de la Real Academia de Pintura y Escultura como pintor de animales y frutas. 

## Descripción de la obra

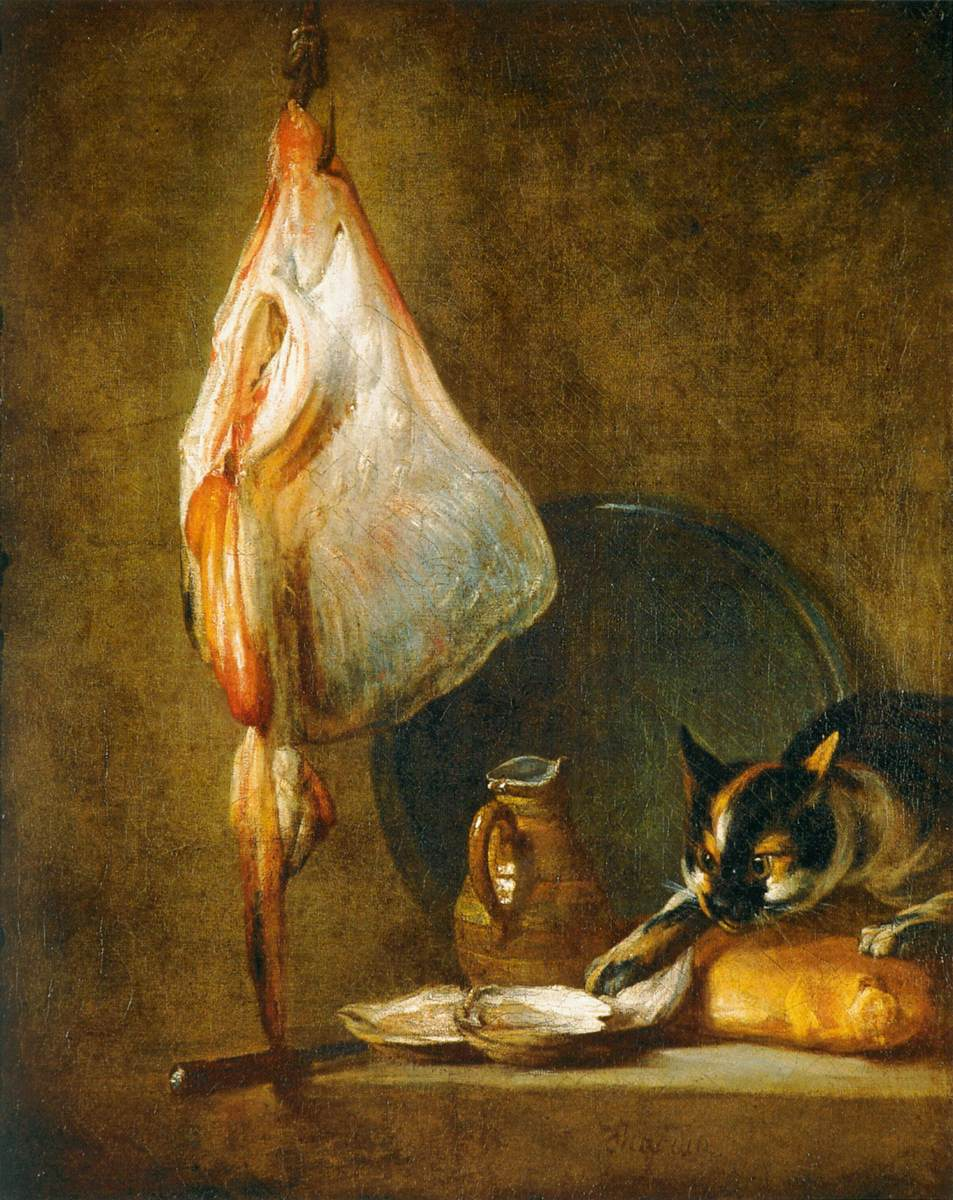
Bodegón con gato y raya, 1728.

El autor, especialista en sus primeros años en pinturas de bodegones, representa en este caso una mesa repleta de alimentos, entre los que resalta un frutero lleno de melocotones, una naranja a medio pelar, lo que le permitió demostrar su habilidad pictórica y un plato con ostras. En el suelo, un perro parece ladrar al conjunto de alimentos, junto a unas botellas. El animal sería un motivo difícil de ejecutar debido a su movilidad, lo que exigiría un esfuerzo considerable para un pintor caracterizado por su tranquilidad  a la hora de representar sus modelos.